# Torrecilla del Pinar
Torrecilla del Pinar é um município da Espanha na província de Segóvia, comunidade autónoma de Castela e Leão, de área 19,61 km² com população de 267 habitantes (2006) e densidade populacional de 14,45 hab/km².

## Demografia
| Variação demográfica do município entre 1991 e 2004 | Variação demográfica do município entre 1991 e 2004 | Variação demográfica do município entre 1991 e 2004 | Variação demográfica do município entre 1991 e 2004 |
| --------------------------------------------------- | --------------------------------------------------- | --------------------------------------------------- | --------------------------------------------------- |
| 1991                                                | 1996                                                | 2001                                                | 2004                                                |
| 390                                                 | 345                                                 | 288                                                 | 284                                                 |